# Trial by Jury (film)
Trial by Jury is een Amerikaanse thriller uit 1994, geregisseerd door Heywood Gould en geproduceerd door James G. Robinson, Chris Meledandri en Mark Gordon. De hoofdrollen worden vertolkt door Joanne Whalley, Armand Assante en Gabriel Byrne.

## Verhaal
Een alleenstaande moeder uit New York wordt geroepen om in de jury te zitten bij een maffiaproces. Wanneer de maffia het leven van haar zoontje bedreigt, kan ze niet anders dan de schuldige criminelen vrij spreken. Maar ze neemt hier geen genoegen mee, en probeert in haar eentje wraak te nemen.

## Rolbezetting
| Acteur                  | Personage      | Beschrijving   |
| ----------------------- | -------------- | -------------- |
| Joanne Whalley          | Valerie Alston |                |
| Armand Assante          | Rusty Pirone   |                |
| Gabriel Byrne           | Daniel Graham  |                |
| William Hurt            | Tommy Vesey    |                |
| Kathleen Quinlan        | Wanda          |                |
| Margaret Whitton        | Jane Lyle      | jurylid        |
| Ed Lauter               | John Boyle     |                |
| Richard Portnow         | Leo Greco      |                |
| Lisa Arrindell Anderson | Eleanor Lyons  |                |
| Jack Gwaltney           | Teddy Parnell  |                |
| Graham Jarvis           | Mr. Duffy      |                |
| William R. Moses        | Paul Baker     | jurylid        |
| Joe Santos              | Johnny Verona  |                |
| Beau Starr              | Phillie        |                |
| Bryan Shilowich         | Robbie         | Valeries zoon  |
| Stuart Whitman          | Emmett         | Valeries vader |
| Kevin Ramsey            | Edmund         |                |
| Fiona Gallagher         | Camille        | jurylid        |
| Kay Hawtrey             | Clara          | jurylid        |
| Ardon Bess              | Albert         | jurylid        |
| Karina Arroyave         | Mercedes       | jurylid        |
| Andrew Sabiston         | Elliot         | jurylid        |
| Paul Soles              | Mr. Kriegsberg | jurylid        |
| Jovanni Sy              | Louis          | jurylid        |
| Damon D'Oliveira        | Rafael         | jurylid        |
| Andrew Miller           | Krasny         |                |
| Richard Fitzpatrick     | Balsam         |                |
| Robert Breuler          | rechter Feld   |                |
| Ron Hale                | deurwaarder    |                |